# Restinga (naturtyp)
Restinga (portugisiska [ʁesˈtʃĩɡɐ]) ett unikt kustekosystem i Brasilien, med växtlighet på sandiga jordar nära havet. Dessa områden kännetecknas av hög salthalt, näringsfattig jord, stor biologisk mångfald och växtligheten karaktäriseras av medelstora träd och buskar. Restingas finns främst längs Brasiliens Atlantkust och är en del av den större Mata Atlântica-regionen. En av de främsta områdena med restinga är Restinga da Marambaia (i Rio de Janeiro), som ägs och handhas av den brasilianska armén.
Begreppet kan syfta på både terrängen och vegetationen, som ofta har arter från olika ekoregioner, men med en distinkt, kustnära flora. Restingas är inte sammanhängande, utan sträcker sig fläckvis längs den brasilianska kusten från Amapá till Rio Grande do Sul. Viktiga områden finns bland annat i Rio de Janeiro, Bahia och Pará, där de täcker angränsande kustslätter.

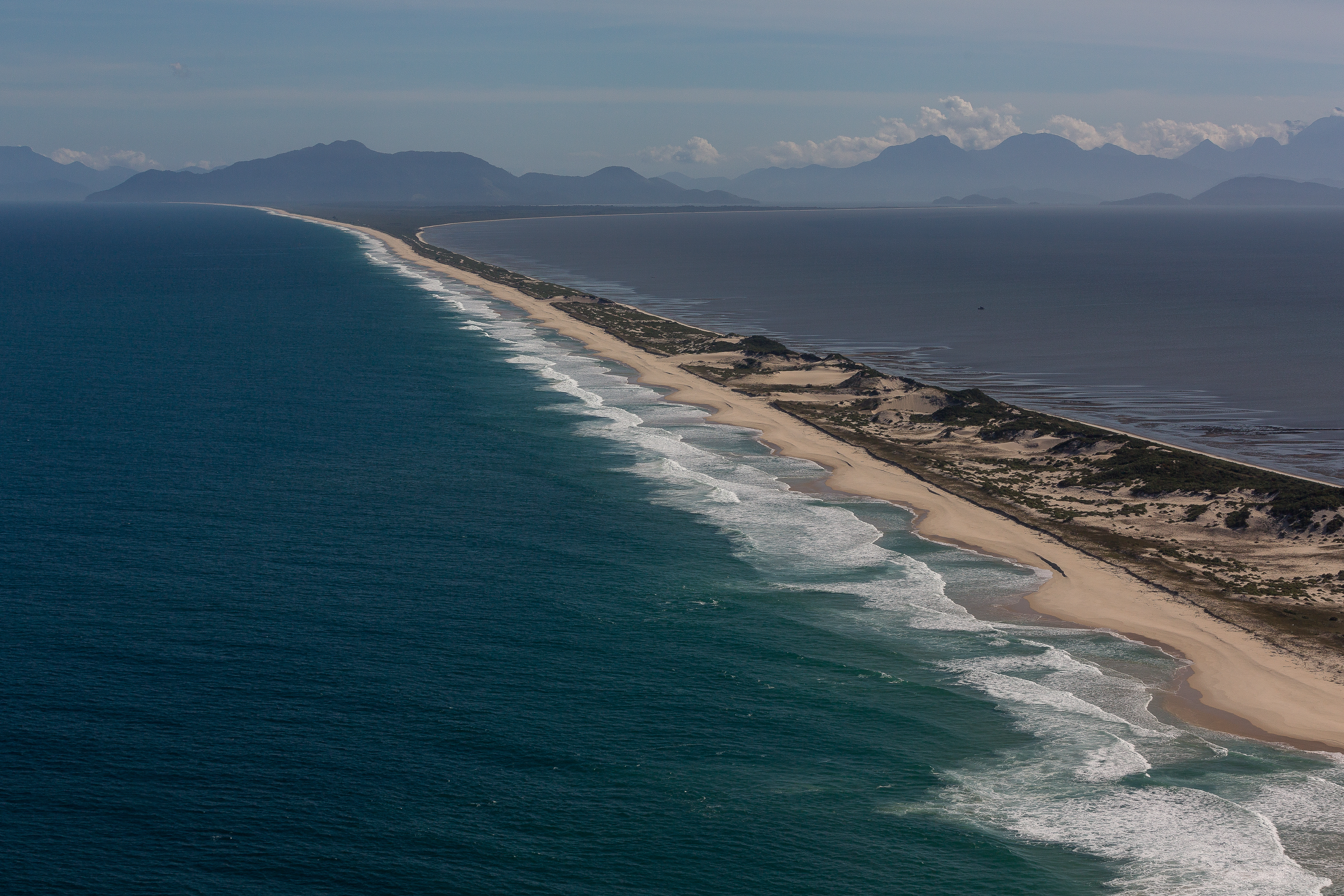
Restinga da Marambaia, en sanbank i delstaten Rio de Janeiro.
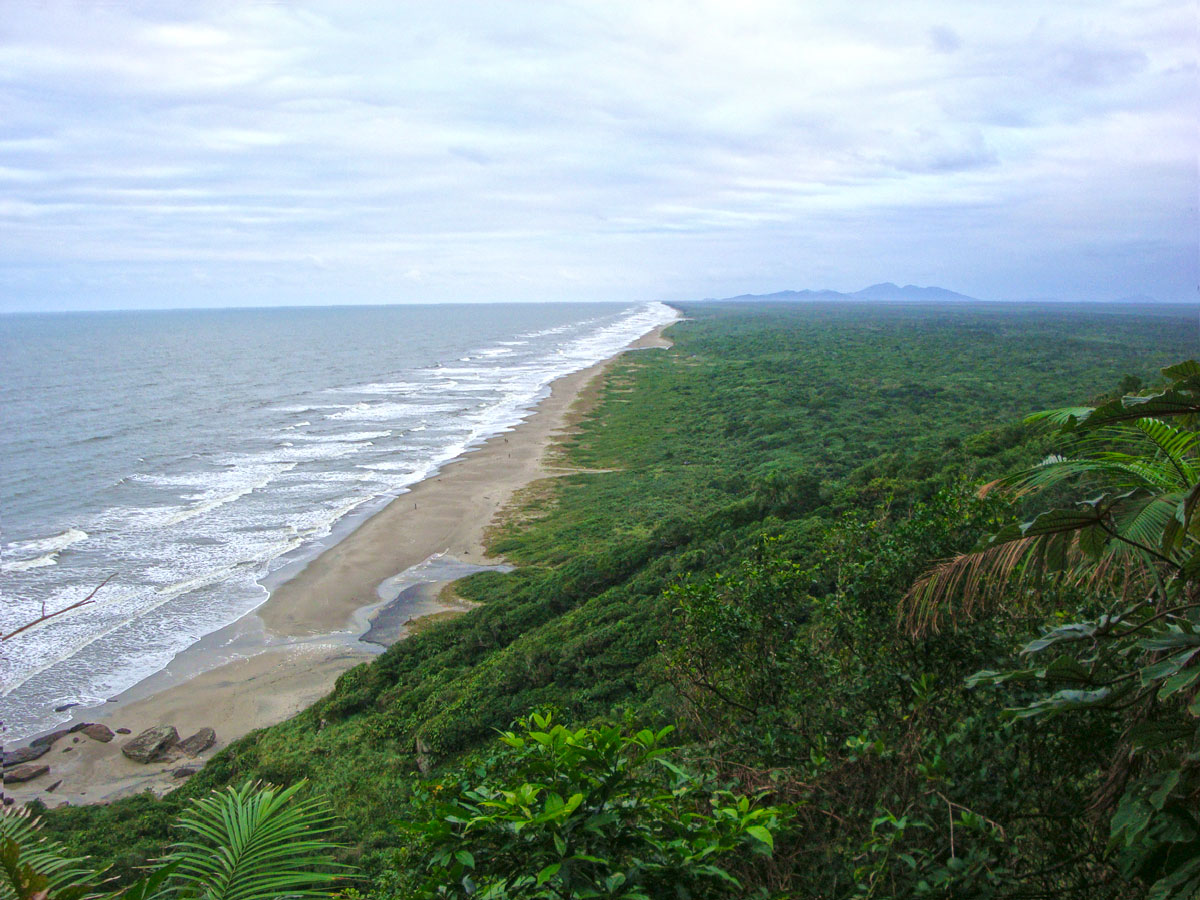
Restinga på Jureiastranden i Iguape, i delstaten São Paulo.
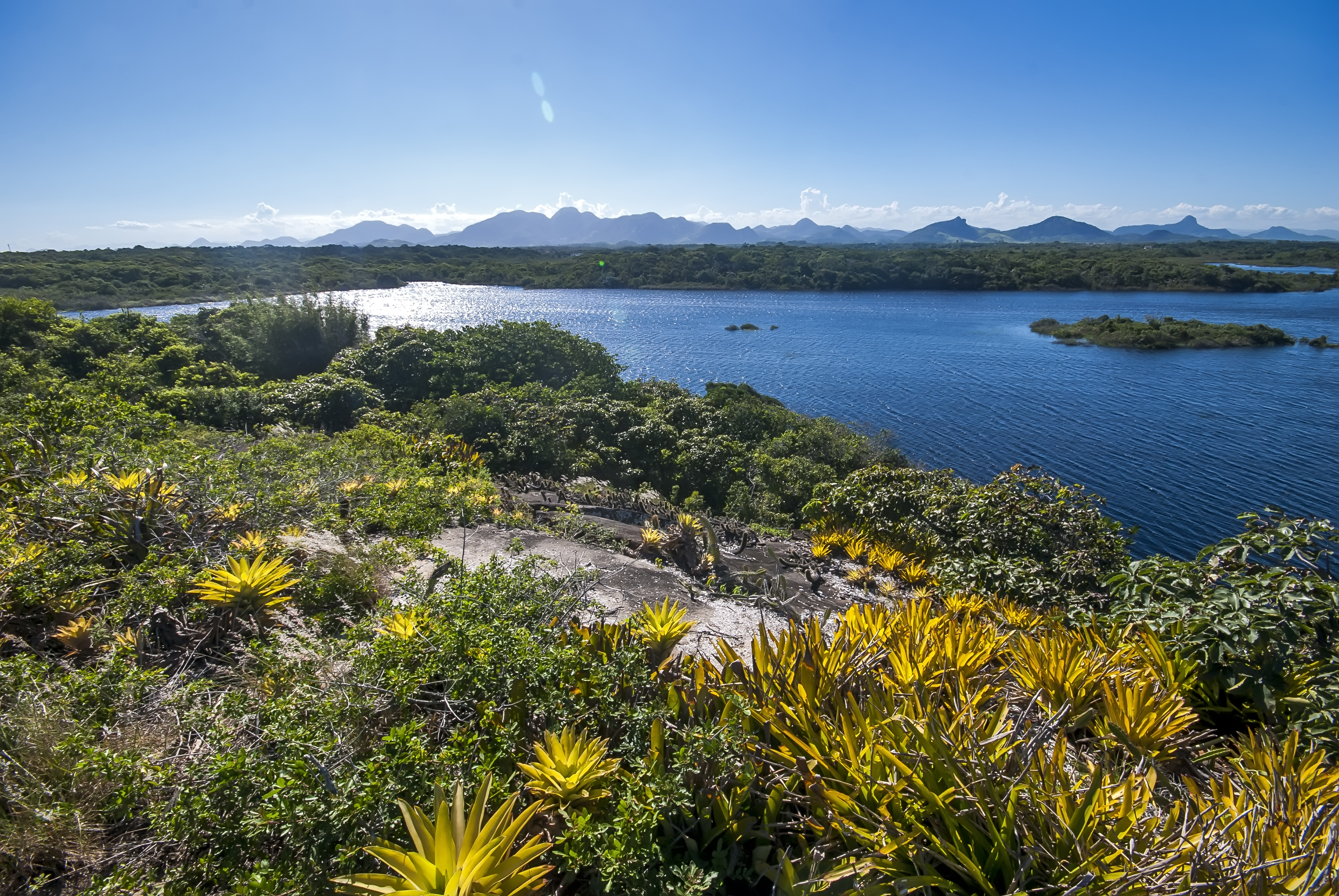
Caraíslagunen i Parque Estadual Paulo César Vinha, Espírito Santo som har restingaskog